# Milton Caniff
Milton Caniff   (Hillsboro, 28 de febrer de 1907 - Nova York, 3 d'abril de 1988) era un autor de còmic nord-americà, famós per les tires de còmic Terry and the Pirates i Steve Canyon.

## Biografia
Caniff va néixer en Hillsboro, Ohio. Fill d'un impressor, aquest solia portar des de petit al seu fill a la redacció. Als nou anys es trasllada amb els seus pares a Califòrnia i s'instal·len molt a prop de Hollywood. Fins i tot va arribar a fer d'extra de cinema. A partir de 1922 va publicar les seves primeres il·lustracions mentre estudiava a la Universitat d'Ohio per treure's el títol de Belles Arts. Llicenciat en 1930, Caniff va començar al Columbus Dispatch on va treballar amb Billy Irlanda i Dudley Fisher, però la posició de Caniff va ser eliminada durant la Gran Depressió.
Va morir el 3 de maig de 1988 i va ser enterrat al cementiri Mount Repose, Haverstraw, Nova York.

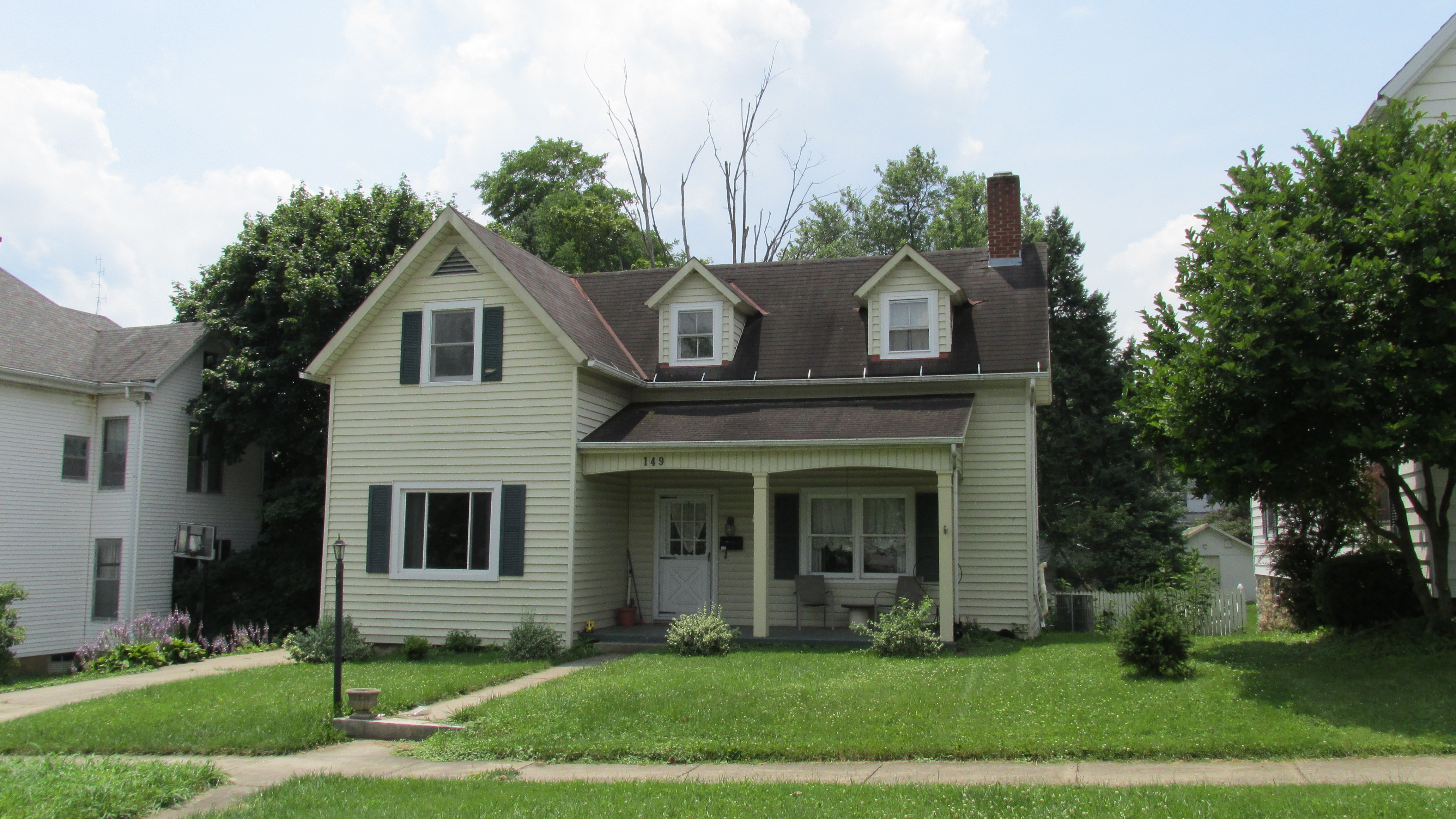
Lloc de naixement de Milton Caniff situat al 149 East North Street a Hillsboro, Ohio

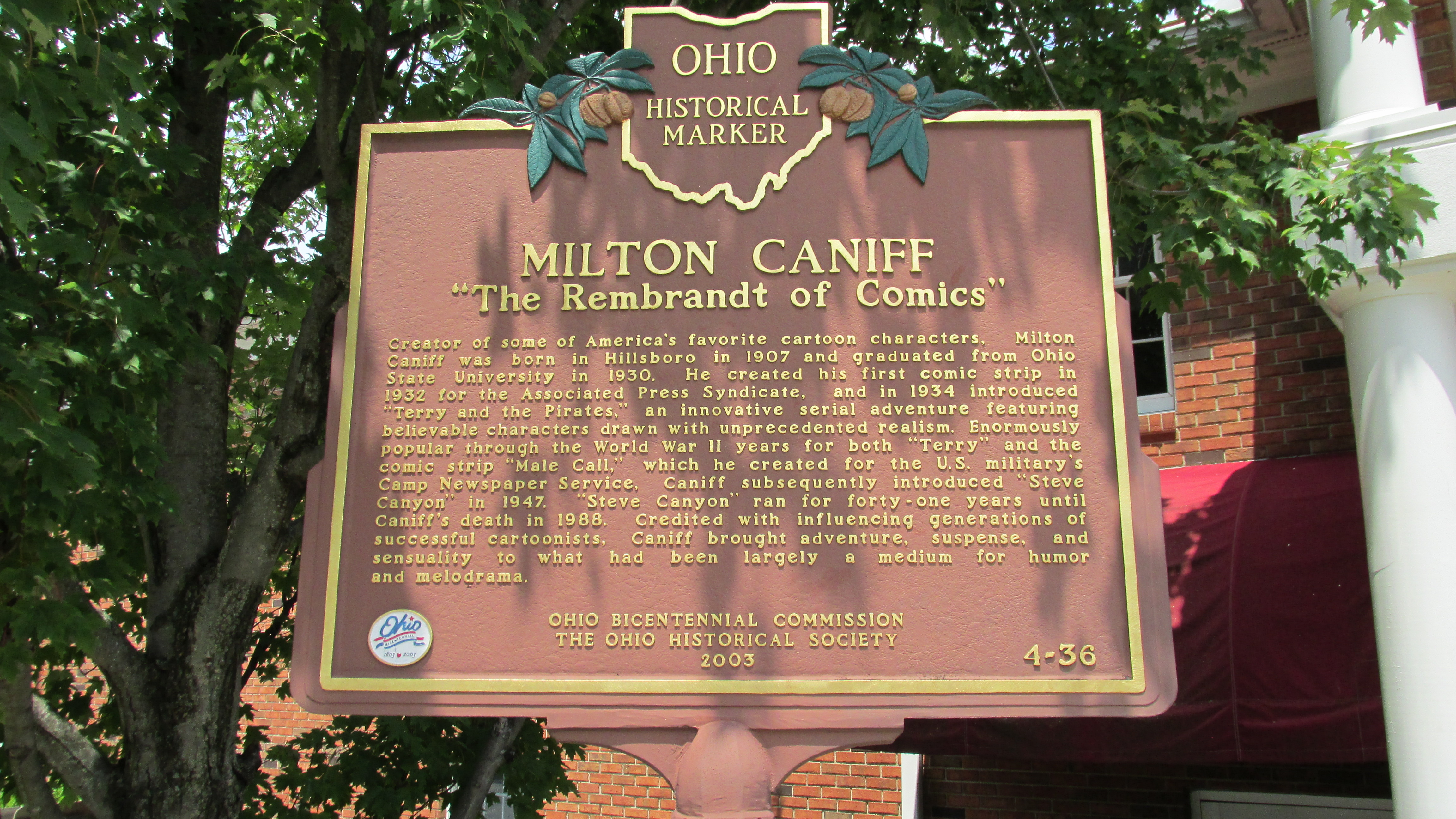
Milton Caniff Ohio Historical Marker ubicat a la Biblioteca del Districte del Comtat de Highland a Hillsboro, Ohio

## Carrera professional
Durant la Gran Depressió Caniff i Sickles van obrir una agència artística a Columbus, però que no va arribar a quallar i van haver de tancar. Llavors va haver d'emigrar a Nova York el 1932. En una campanya electoral va arribar a dibuixar els retrats de trenta-cinc candidats, encara que només s'arribaria a publicar el de Franklin D. Roosevelt.
Es va especialitzar en el dibuix humorístic, creant "Puffy the pig" i "The Gay Thirties", però no va ser fins 1933 quan va crear el seu primer treball famós, "Dickie Dare". El protagonista és un noi de dotze anys a qui li apassiona la lectura i té una desbordant imaginació. Així, al costat del seu gosset Wags, es barreja en les aventures que descobreix en les seves lectures. Un any més tard va ser contractat pel Chicago Tribune i va llançar la que seria, sens dubte, la seva sèrie més famosa i una lectura imprescindible: Terry and the Pirates. La sèrie deu el seu nom al fet que el seu protagonista, Terry Lee, acompanyat del seu inseparable amic, Pat Ryan, són raptats, en un viatge per la costa xinesa, per uns pirates comandats per una de les vilanes més conegudes de la sèrie, la Dragon Lady. La sèrie va tenir un gran èxit, i això va portar al fet que el 1942 al Camp Newspaper Service, especialitzada en publicacions militars, li encarregués la realització d'una sèrie per elevar la moral de les tropes militars en la II Guerra Mundial. Caniff va respondre realitzant unes tires protagonitzades per la rossa Bulma, que ja apareixia en la sèrie de Terry abans comentada, però el 
Tribune News Syndicate, que era el propietari de Terry and the pirates, no va veure amb bons ulls aquesta adaptació. Com a conseqüència, Caniff crec una sèrie nova Male Call, que va debutar el 1943. Entre les noies que sortien en la sèrie va destacar Miss Lace i es va publicar fins a 1946. El gener de 1947 va crear Steve Canyon, protagonitzat per un as de l'aviació nord-americana que, un cop desmobilitzat, funda una companyia d'aviació, "Horizons Unlimited". Canyon accepta les missions més arriscades i lluita contra els individus més sanguinaris, transcorrent les seves aventures sobretot als països del Sud-est Asiàtic o a l'Orient Mitjà. El logotip de la sèrie va ser creat pel seu amic Sickles, que ja havia col·laborat amb ell a Terry.

## Valoració i reconeixements
Encara que en els seus primers treballs (Puffy the pig, The Gay Thirteies, Dickie Dare) no mostrés el refinament que obtindria després, a "Terry and the pirates" s'aprecia una notable evolució. En les primeres tires i pàgines dominicals encara s'aprecia l'herència humorística, però aviat el seu traç es torna més realista i detallista. És de destacar també la seva plasmació de la figura femenina, amb unes dones impressionants, dignes de les "pin-up". A "Male Call" es va permetre una major llibertat gràfica que en Terry, i va posar un interès especial en la seva realització. A "Steve Canyon" veiem un Caniff completament madur, i és la sèrie que va realitzar fins a la seva mort, el 1988.
Caniff va adoptar molts recursos del nou llenguatge del cinema com el pla americà i imitacions del pla-seqüència, però, el que és més important, va substituir definitivament lo episòdic per la sèrie de continuïtat, sent el repte del suspens al final de tira o pàgina fonamental per mantenir el clímax.
Caniff va ser un dels fundadors de la National Cartoonists Society i va ocupar dos càrrecs com a president, el 1948 i el 1949. També va rebre el primer Premi al millor autor de tires de l'any el 1947 per les obres publicades durant el 1946, que incloien "Steve Canyon" i "Terry and the Pirates". Caniff seria nomenat dibuixant de l'any de nou, rebent el trofeu acompanyant, el Reuben, el 1972 pel treball de 1971, de nou per "Steve Canyon".
Va ser inclòs al Saló de la Fama del Premi Will Eisner el 1988. Va rebre el Premi National Cartoonists Society Elzie Segar el 1971, el premi a Story Comic Strip en 1979 per Steve Canyon, el premi Gold Key (Hall of Fame de la Societat) el 1981, i el National Cartoonists Society ha nomenat el premi Milton Caniff Lifetime Achievement Award en el seu honor.
El 1977, la col·lecció de papers i art original de Milton Caniff es va convertir en el fonament del que es coneix actualment com Billy Ireland Cartoon Library & Museum. La col·lecció omple 526 caixes, més 12.153 originals d'art i 59 articles de grans dimensions. A més de les obres d'art originals, la col·lecció inclou els documents personals i de negocis de Caniff, correspondència, arxius de recerca, fotografies, records, merchandising, premis, material audiovisual i llibres de records.

## Influència
Caniff va ser anomenat com "el Rembrandt dels còmics", per la seva mestria tècnica. Era un mestre del blanc i negre i els seus jocs d'ombres i llums han influït a molts autors americans com Jack Kirby, Frank Robbins, Lee Elias, Bob Kane, Mike Sekowsky, John Romita, Sr., Johnny Craig, William Overgard i Doug Wildey. Els artistes europeus també van ser influenciats pel seu estil, inclosos els artistes belgues Jijé, Hubinon i l'artista italià Hugo Pratt. A Espanya, la seva obra no va crear escola fins molts anys més tard, preferint en la postguerra com a referents Flash Gordon, Tim Tyler's Luck i The Phantom.

## Obra
- Dickie Dare (1933-1934)
- Terry and the pirates (1934-1946)
- Male Call (11 d'octubre de 1942-3 de març de 1946)
- Steve Canyon (13 de gener de 1947-juny de 1988). (La va continuar fins a poc abans de la seva mort).